# Bočar
Bočar (izvirno srbsko Бочар; madžarsko Bocsár) je naselje v Srbiji, ki upravno spada pod Občino Novi Bečej; slednja pa je del Srednjebanatskega upravnega okraja.

## Demografija
V naselju, katerega izvirno (srbsko-cirilično) ime je Бочар, živi 1511 polnoletnih prebivalcev, pri čemer je njihova povprečna starost 40,8 let (39,3 pri moških in 42,1 pri ženskah). Naselje ima 634 gospodinjstev, pri čemer je povprečno število članov na gospodinjstvo 2,88.
To naselje je, glede na rezultate popisa iz leta 2002, v glavnem srbsko, a v času zadnjih treh popisov je opazno zmanjšanje števila prebivalcev.
|  |

| Demografija | Demografija     | Demografija     |
| Leto        | Št. prebivalcev | Št. prebivalcev |
| ----------- | --------------- | --------------- |
|             |                 |                 |
|             |                 |                 |
|             |                 |                 |
|             |                 |                 |
| 1948        | 2848            |                 |
| 1953        | 2735            |                 |
| 1961        | 2620            |                 |
| 1971        | 2328            |                 |
| 1981        | 2095            |                 |
| 1991        | 2007            | 1990            |
| 2002        | 1904            | 1895            |
|             |                 |                 |

| Etnična sestava po popisu iz leta 2002 | Etnična sestava po popisu iz leta 2002 | Etnična sestava po popisu iz leta 2002 | Etnična sestava po popisu iz leta 2002 | Etnična sestava po popisu iz leta 2002 |
| -------------------------------------- | -------------------------------------- | -------------------------------------- | -------------------------------------- | -------------------------------------- |
| Srbi                                   | Srbi                                   |                                        | 1.521                                  | 80,26%                                 |
| Madžari                                | Madžari                                |                                        | 215                                    | 11,34%                                 |
| Jugoslovani                            | Jugoslovani                            |                                        | 62                                     | 3,27%                                  |
| Romi                                   | Romi                                   |                                        | 22                                     | 1,16%                                  |
| Slovaki                                | Slovaki                                |                                        | 5                                      | 0,26%                                  |
| Makedonci                              | Makedonci                              |                                        | 5                                      | 0,26%                                  |
| Hrvati                                 | Hrvati                                 |                                        | 4                                      | 0,21%                                  |
| Slovenci                               | Slovenci                               |                                        | 3                                      | 0,15%                                  |
| Muslimani                              | Muslimani                              |                                        | 3                                      | 0,15%                                  |
| Črnogorci                              | Črnogorci                              |                                        | 2                                      | 0,10%                                  |
| Rusini                                 | Rusini                                 |                                        | 1                                      | 0,05%                                  |
| Romuni                                 | Romuni                                 |                                        | 1                                      | 0,05%                                  |
| Nemci                                  | Nemci                                  |                                        | 1                                      | 0,05%                                  |
| Bunjevci                               | Bunjevci                               |                                        | 1                                      | 0,05%                                  |
| Neznano                                | Neznano                                |                                        | 11                                     | 0,58%                                  |